# Breasal Boidhiobhadh
Breasal Boidhiobhadh di Bódíbad, figlio di Rudraige (fl. III-II secolo a.C.) fu un leggendario re supremo d'Irlanda del III o II secolo a.C..
Durante il suo regno si verificò un'epidemia di peste tra il bestiame (antico irlandese: bó, mucca; díbad, pestilenza).
Prese il potere dopo aver ucciso il predecessore Innatmar. Regnò per undici anni fino alla morte avvenuta per mano di Lugaid Luaigne.

## Fonti
- Seathrún Céitinn, Foras Feasa ar Éirinn 1.30
- Annali dei Quattro Maestri M4990-5001